# Соколовский, Антон Ильич
Анто́н Ильи́ч Соколо́вский (1876 — после 1906) — член I Государственной думы от Могилевской губернии, крестьянин.

## Биография
Православный, крестьянин деревни Соприковичи Мстиславского уезда.
Окончил народное училище. Занимался земледелием. Был сельским старостой.
В 1906 году был избран членом I Государственной думы от Могилевской губернии. Входил в группу беспартийных, был сторонником национализации земли. Выступал в прениях по поводу декларации Совета министров.
Судьба после 1906 года неизвестна.